# Tripartismo
O tripartismo refere-se ao corporativismo econômico baseado em contratos tripartidos de negócios, trabalho e afiliações estaduais dentro da economia. Cada um atua como parceiro social para criar políticas econômicas através da cooperação, consulta, negociação e comprometimento. O tripartismo é uma forma comum no neo-corporativismo.
O tripartismo tornou-se uma forma popular de política econômica durante a crise econômica da década de 1930. O tripartismo foi apoiado por uma série de diferentes perspectivas políticas neste momento: um era o ensino social católico; O fascismo apoiou isso para os sindicatos fascistas, mas reprimiu os sindicatos comunistas e social-democratas; e na política democrática. O tripartismo é uma política econômica proeminente na Europa, particularmente onde os partidos cristãos-democratas, influenciados pelo ensino social católico, assumiram o poder; é uma parte fundamental dos sistemas econômicos na Escandinávia e no Benelux que foram implementados pelos governos social-democratas. Um exemplo é o Acordo Político de Renda Nacional na Finlândia. Os acordos tripartidos são um componente importante no direito trabalhista prático, pois abrangem não só os salários, mas também questões como políticas de benefícios, férias, horas de trabalho e segurança dos trabalhadores.

## Organização Internacional do Trabalho
A Organização Internacional do Trabalho é a única agência das Nações Unidas que se baseia no tripartismo. Usa as discussões entre os três grupos na elaboração de padrões e convenções. Além disso, para a implementação das normas da OIT em direito nacional, as consultas tripartidas a nível nacional são um requisito para os países participantes da Convenção Tripartite (Normas Internacionais do Trabalho), em 1976.
Os Estados Unidos retiraram-se da OIT em 1977, com base em parte na afirmação de que os países comunistas não poderiam enviar uma representação autenticamente tripartite.

## A história do tripartismo na OIT
Alguns países já usaram uma estrutura tripartite para lidar com questões sociais no final do século XIX. E a Primeira Guerra Mundial tornou esse tipo de abordagem muito mais urgente. Neste novo tipo de conflito, o sucesso militar estava fortemente ligado à capacidade das nações de apoiar crescentes demandas de suas economias e de construir armas cada vez mais sofisticadas, que exigiam esforços industriais concentrados. As empresas e o trabalho tiveram que se envolver na política e cooperar para apoiar o esforço nacional.
Durante a guerra, os países aliados fizeram muitas promessas aos sindicatos e aos empregadores para que pudessem garantir a contribuição dos negócios para o esforço de guerra. Os sindicatos e os empregadores foram convidados a participar de órgãos governamentais na Grã-Bretanha, nos Estados Unidos e em outros lugares. Além disso, os sindicatos foram convidados a renunciar a direitos sindicais adquiridos por causa do esforço de guerra com promessas de que esses direitos seriam restaurados após o conflito.
O primeiro rascunho das propostas trabalhistas para a conferência de paz foi elaborado pelo governo britânico e tornou-se a base para as discussões na Comissão do Trabalho, e essas propostas incluíram o estabelecimento de uma organização internacional para a legislação trabalhista que daria um papel de voto aos representantes de trabalhadores e empregadores.
Para resumir, a OIT ofereceu a maneira diferente do mundo para resolver conflitos sociais. Forneceu os procedimentos e técnicas de negociação e negociação para substituir conflitos violentos como forma de garantir condições de trabalho mais humanas e dignas. Embora tenha havido problemas ao longo do caminho, o tripartismo geralmente sobreviveu sem muitos problemas a princípio, apesar das tentativas da União Soviética, em particular, de enfraquecê-lo. Quando a Segunda Guerra Mundial chega ao fim, o valor do tripartismo foi reafirmado na Declaração da Filadélfia.

## Tripartismo na prática
As implicações do tripartismo na OIT são múltiplas. Simplificando, a participação nas deliberações da OIT de delegados representando diretamente o interesse dos trabalhadores e dos empregadores acrescenta uma conexão com a realidade econômica que não pode ser reproduzida em uma organização onde os governos são os únicos porta-vozes. Os papéis desempenhados por representantes de trabalhadores e empregadores diferem consideravelmente. Para os trabalhadores, a OIT é um instrumento importante para prosseguir seus objetivos, e eles têm uma agenda muito mais ativa do que os empregadores. Por outro lado, os empregadores freqüentemente desempenham o papel de "freio" nas iniciativas apresentadas tanto pelos trabalhadores quanto pelo Escritório e seu Diretor-Geral, para retardar a ação que consideram apressadas ou que funcionariam contra o interesse percebido dos negócios.
A OIT é valiosa tanto para os trabalhadores quanto para os empregadores por causa da voz e da influência que os oferece. Um autor caracteriza apropriadamente a importância do tripartismo, ao discutir a extraordinária sobrevivência da OIT durante a Segunda Guerra Mundial, como tendo sido uma camisa de força e um colete salva-vidas. Como afirma o Comitê de Liberdade de Associação da OIT, "o direito conferido às organizações de trabalhadores e de empregadores deve basear-se no respeito pelas liberdades civis que foram enunciadas, em particular, na Declaração Universal dos Direitos Humanos, a ausência desses direitos civis as liberdades eliminam todo o significado do conceito de direitos sindicais. Sempre que o tripartismo torne a OIT muito mais representativa da sociedade civil do que qualquer outra organização intergovernamental, a organização dos empregadores e dos trabalhadores representam necessariamente a economia formal, em vez da enorme economia informal, especialmente nos países em desenvolvimento. Além disso, com a maior parte dos sindicatos concentrado nos estados industrializados, a representatividade dessas organizações, mesmo no setor formal, muitas vezes é questionada. O desafio para a OIT e seus constituintes é adaptar o modelo tripartido a um mundo globalizado, onde há novos atores que operam fora dos quadros nacionais e formas cada vez mais diversas de voz e representação. Algumas medidas de acomodação foram encontradas, por exemplo, envolvendo cooperação com ONGs em ação contra o trabalho infantil e diálogo com parlamentares e outros atores importantes. O desafio mais amplo permanece.

## Veja mais
- Modelo nórdico
- Economia social de mercado